# Wendy Schultz
Pour les articles homonymes, voir Schultz.
Wendy Lynn Schultz est une prospectiviste américaine. Elle dirige aujourd'hui l'agence Infinite futures à Oxford au Royaume Uni.
Wendy Schultz a été formée à la prospective à l'Université d'Hawaï à Mānoa auprès des spécialistes de la discipline comme Jim Dator, elle obtient en 1995 un doctorat en sciences politiques avec pour thèse : "Futures fluency: Explorations in leadership, vision and creativity".
L’instigateur de la prospective en 1950 était Gaston Berger, haut fonctionnaire et philosophe français. Gaston Berger a toujours veillé à entretenir une totale neutralité dans sa démarche pour considérer, le plus objectivement possible, les sujets de société à l'échelle locale comme à l'échelle internationale.
Il est à noter que la prospective se pratique de manière différente dans la culture anglo-saxonne: la prospective intègre un engagement qui oriente les résultats vers les futurs souhaitables. On ne peut pas pour autant qualifier la démarche de lobbyiste. Les prospectivistes (futurists en anglais) entretiennent une vision mondiale et humaniste.

## Parcours universitaire
Elle commence son cursus à l'Université d'État du Michigan au Justin Morill College (aujourd'hui fermé) où elle découvre un monde ouvert sur la culture dans lequel, elle mesure l'importance de la technologie dans la mutation de la société. Elle obtient alors l'équivalent d'une Licence (Bachelor's degree) avec une thèse intitulée "Philosophy, Technology, and Social Change" en 1978.
Elle y développe un intérêt particulier pour la technologie et pour le changement social. C'est donc tout naturellement qu'elle poursuit ses études à l'Université d'Hawaï à Mānoa avec un master (Master's degree) Public Policy in Alternative Futures en 1981.
Après avoir été, quelques années, assistante universitaire, elle finalise dans la même université son doctorat avec une thèse intitulée"Futures fluency: Explorations in leadership, vision and creativity" ou "Avenir : exploration de la vision et de la créativité dans la fonction de direction" 

## Parcours professionnel
De 1981 à 1987, Wendy Schultz devient chercheuse pour les secteurs de l'énergie. D'abord au East- West Center à Honolulu, elle contribue alors à un ouvrage portant sur l'OPEP (Organisation des pays exportateurs de pétrole) et sur les énergies pétrolifères en renseignant particulièrement les informations relatives au gaz naturel. Puis au Pacific International Center for High Technology Research (PICHTR), un centre de recherche et d'expertise dans des domaines aussi variés que l'agriculture, la santé ou les énergies renouvelables. Son expertise dans le domaine de l'énergie la conduit alors en qualité de consultante à conseiller l'Asian Energy Security Project (AESP)  où elle renseigne la problématique de la fourniture de gaz naturel et les projections de demande dans la région Asie en forte croissance.
De 1989 à 1995, elle est assistante de recherche prospective à l'Université d'Hawaï. Par ailleurs, elle intervient également en qualité de Maître de conférence à l'Université spatiale internationale ou "International Space University" près de Strasbourg (France) en 1995.
En 1992, Jim Dator la cite, devant des écoles supérieures d'administration, comme l'une des meilleures femmes prospectivistes des États-Unis en matière judiciaire dans un article sur sa vision des femmes dans le milieu de la prospective.
De 1993 à 2000, Wendy Schultz intègre le conseil d'administration du World Futures Studies Federation (WFSF) dont elle est aujourd'hui encore membre. Le WFSF réunit de très nombreux prospectiviste de différentes nations pour promouvoir la démarche prospective et valoriser les travaux auprès des décideurs à l'échelle mondiale, qu'ils soient gouvernementaux ou représentants de droit privé.
Parallèlement, elle  prend la direction de l'agence Infinite futures en 1993 et émigre à Oxford en 1994.
De 1996 à 2002, Wendy Schultz intervient en milieu universitaire pour former à la prospective et ses méthodologies. Elle intervient alors l'Université de Houston aux États-Unis et à l'Université de Turku en Finlande.
Depuis 2002, elle a de multiples activités de prospectives avec son agence Infinite futures pour des commanditaires gouvernementaux principalement. Par ailleurs, elle continue ses intervention en milieu universitaire en Finlande, au Portugal, à Singapour et à Houston où son travail fait l'objet de préconisation dans la formation des étudiants. Wendy Schultz figure aujourd'hui parmi les professeurs reconnus dans les meilleures universités sur tout le globe dans l'enseignement de la démarche prospective.

## Les outils de prospective
La prospective est aussi l'art de voir loin, large et profond avec un regard du système dans son état présent, mais aussi dans le passé (en remontant pratiquement à la genèse du système) : on parle alors de macrohistoire. Il est à noter que les travaux de Wendy L. Schultz synthétisent un travail d'intelligence collective de recherche avec des méthodes dédiées permettant d'extraire des visions des futurs plausibles. La prospective est un exercice complexe qui exige une prise en compte globale intégrant les facteurs temps, spatiaux, sociétaux, culturels et technologiques.

### La roue des futurs

"Futures wheel" ou "Roue des futurs"

La roue des futurs ou futures wheel consiste à projeter un fait nouveau dans le futur et à imaginer les conséquences en ce qui concerne les tendances et les événements consécutifs. Le fait peut être de nature variable : géopolitique, technologique, environnemental, social... L'intérêt de cette méthode est qu'elle projette la réflexion individuelle et collective sur des conséquences directes et des conséquences indirectes. Il s'exprime alors des visions multiples, divergentes ou convergentes qui peuvent aider à évaluer la pertinence des idées selon les futurs souhaitables. Cet outil permet aussi bien de mesurer la désirabilité de l'événement central et de l'organiser pour engager un futur plutôt qu'un autre au regard des conséquences...

### Les scenarios
Il existe de nombreuses méthodes pour aboutir à des scénarios. L'une d'entre elles what if permet à partir d'une proposition à priori déplacée dans le contexte actuel, de mettre en évidence des alternatives aux solutions connues. C'est ainsi que des entreprises ou des gouvernements peuvent apprécier des choix stratégiques pour persister dans une activité ou prendre un virage technologique, diplomatique... Le travail de prospectiviste étant de proposer des visions du futur, il convient de rédiger des scénarios plausibles et donc de présenter le changement dans un contexte élargi pour mieux apprécier l'impact du changement.

### Quelques  travaux
Les travaux de Wendy L. Schultz ont été orientés en fonction des commanditaires. En effet, la prospective est une discipline transversale qui traite la société avec une interdisciplinarité et une étude des tendances, et l’émergence des signaux faibles tirés d'une analyse de veille et de travaux des experts dans de multiples domaines.

#### Healt & Safety Executive
La direction de santé et sécurité britannique ou Health and Safety Executive (HSE) commande en 2006 un rapport de prospective à 10 ans sur la santé et la sécurité sanitaire en Grande-Bretagne. Son travail propose quatre scenarios basée sur des tendances extrapolées à partir desquels des groupes de travail ont fait émerger des situations nouvelles. 

#### Food ethics council
En 2007, Wendy Schultz, pour le Food Ethics Council une organisation non gouvernementale qui a pour objet la promotion d'une agriculture équitable, a piloté avec Paul Steedman à une étude de prospective portant sur la production et les marchés alimentaires à l'horizon de 15 ans (soit à 2022). Le rapport Future scenarios for the UK food system est alors publié en 2009. Il évoque quatre scénarios qui privilégient chacun une dominante de tendance selon des variantes sociétales (contexte économique, rareté ou abondance). Dès lors, chaque scénario revêt une réalité actuelle partielle. 

#### Association of Professional Futurists
Wendy Schultz a su profiter de sa notoriété pour collaborer avec les plus grands prospectivistes mondiaux notamment dans l'APF (Association of Professional Futurists) qui réunit les travaux de prospectivistes de différentes nations. Des travaux de Wendy Schultz ont été édités en 2012 dans la publication annuelle The future of futures dans laquelle elle livre des méthodes de travail et une vision sur la perception historique du futur. On y découvre également le fruit de ses collaborations avec d'autres prospectivistes tels qu'Andrew Curry dans la publication.    